# Модель скользящего среднего
Модель скользящего среднего {\displaystyle q}-го порядка {\displaystyle MA(q)} — модель временного ряда вида:
{\displaystyle X_{t}=\sum _{j=0}^{q}b_{j}\varepsilon _{t-j}}
где {\displaystyle \varepsilon _{t}} — белый шум, {\displaystyle b_{j}} — параметры модели ({\displaystyle b_{0}} можно считать равным 1 без ограничения общности).
Также в модель иногда добавляют константу. Тем не менее, поскольку чаще всего модели скользящего среднего используются для моделирования случайных ошибок временных рядов, то константу можно считать параметром основной модели.
Процесс белого шума формально можно считать процессом скользящего среднего нулевого порядка — MA(0).
Чаще всего на практике используют процесс скользящего среднего первого порядка MA(1)
{\displaystyle X_{t}=\varepsilon _{t}+b\varepsilon _{t-1}}
Согласно теореме Волда всякий «регулярный» стационарный процесс может быть представлен как некоторый процесс {\displaystyle MA(\infty )}-процесс с некоторыми коэффициентами (сумма их модулей должна быть конечной). В частности отсюда следует, что любой «регулярный» стационарный процесс можно сколь угодно точно приблизить некоторым MA(q)-процессом конечного порядка. Тем не менее такой способ иногда потребовал бы очень большого порядка модели. Сократить количество параметров модели позволяют модели ARMA, которые дополняют MA-модели авторегрессионной частью.

## Операторное представление
С помощью лагового оператора {\displaystyle L:~Lx_{t}=x_{t-1}} данную модель можно записать следующим образом:
{\displaystyle X_{t}=(1+\sum _{j=1}^{q}b_{j}L^{j})\varepsilon _{t}=b(L)\varepsilon _{t}}
Если корни характеристического полинома {\displaystyle b(z)} находятся вне единичного круга в комплексной плоскости (то есть по модулю строго больше единицы), то временной ряд является обратимым, то есть его можно представить как бесконечный авторегрессионный процесс:
{\displaystyle b^{-1}(L)X_{t}=\varepsilon _{t}\Rightarrow X_{t}=c_{0}+\sum _{j=1}^{\infty }c_{j}X_{t-j}+\varepsilon _{t}}
Для МА(1)-процесса условие обратимости означает, что коэффициент b по модулю строго меньше единицы.

## Автокорреляционная функция
Для данного процесса автоковариационная функция имеет вид
{\displaystyle {\begin{cases}\gamma (k)=(\sum _{j=0}^{q-k}b_{j}b_{k+j})\sigma _{\varepsilon }^{2}&k\leqslant q\\\gamma (k)=0&k>q\end{cases}}}
Отсюда следует, что данный процесс является стационарным процессом с дисперсией:
{\displaystyle \gamma (0)=(\sum _{j=0}^{q}b_{j}^{2})\sigma _{\varepsilon }^{2}}
Следовательно автокорреляционная функция имеет вид:
{\displaystyle {\begin{cases}r(k)=\sum _{j=0}^{q-k}b_{j}b_{k+j}/\sum _{j=0}^{q}b_{j}^{2}&k\leqslant q\\r(k)=0&k>q\end{cases}}}
Можно также показать, что частная автокорреляционная функция убывает экспоненциально с возможной осцилляцией. Таким образом ситуация противоположна авторегрессионному процессу: частная автокорреляция затухает, а обычная автокорреляция обнуляется после q. Это свойство автокорреляционных функций используют при идентификации порядка модели скользящего среднего.

## Методы оценки
Для оценки параметров MA-моделей применение обычного МНК затруднено, так как сумма квадратов остатков не выражается аналитически через значения ряда. Можно использовать метод максимального правдоподобия в предположении нормальности распределения. Ковариационная матрица необходимая для оценки получается исходя из вышеприведенных формул для ковариаций MA-процесса. Далее используются численные методы максимизации логарифмической функции правдоподобия.
Альтернативный подход, асимптотически эквивалентный методу максимального правдоподобия — процедура, напоминающая метод наименьших квадратов. Если предположить, что в периоды до наших наблюдений (до момента, с которого имеются данные по временному ряду) значения {\displaystyle \varepsilon } равны нулю, то получим:
{\displaystyle x_{1}=\varepsilon _{1}~,~x_{2}=\varepsilon _{2}+b_{1}\varepsilon _{1}~,~x_{3}=\varepsilon _{3}+b_{1}\varepsilon _{2}+b_{2}\varepsilon _{1},...}
Следовательно, в качестве остатков можно использовать последовательные выражения:
{\displaystyle e_{1}=x_{1}~,~e_{2}=x_{2}-b_{1}e_{1}~,~e_{3}=x_{3}-b_{1}e_{2}-b_{2}e_{1},\dots }
Минимизируя сумму квадратов этих остатков по параметрам (численными методами) получим требуемые оценки. Иногда используют модификацию этой процедуры с обратным прогнозом начальных значений (англ. backcasting).